# 100-мм корабельна гармата (Б-24)
100-мм корабельна гармата (Б-24) (рос. 100-мм корабельная пушка (Б-24) — радянська корабельна гармата періоду Другої світової війни. Розроблена в 1932 році, артилерійська система Б-24 була прийнята на озброєння РСЧФ на заміну невдалій 102-мм гарматі Б-2 і стала основним корабельним озброєнням підводних човнів і малих надводних кораблів СРСР.

## Історія
Розробка нової палубної гармати для підводних човнів була обумовлена невдалою конструкцією 102-мм гармати Б-2. Проєкт гармати Б-24 був представлений у січні 1932 р. Під час розгляду проєкту було прийнято рішення уніфікувати Б-24 з зенітною гарматою Б-14, розробленої для озброєння надводних кораблів. При цьому довжина ствола була збільшена до 51 калібру. У липні — серпні 1935 р. та у лютому 1936 р. пройшли випробування дослідного зразка, а з 1936 р. гармати Б-24 почали надходити на озброєння кораблів РСЧФ. У цьому ж році було ухвалено рішення про створення аналогічної зброї для надводних кораблів. Модернізована версія гармати отримала позначення Б-24-БМ і була випробувана у 1938 році, а у 1939 році — прийнята на озброєння. Базова модифікація Б-24 одержала позначення Б-24-ПЛ. Модифікація Б-24-БМ відрізнялася довжиною ствола 56 калібрів та наявністю вільної труби, тобто. легкознімного ствола-моноблока, що замінюється, як лейнер, в корабельних умовах. Установками Б-24 (Б-24-ПЛ) озброювалися підводні човни типів «Л», «Д» (після переозброєння), «С» та «К», а установками Б-24-БМ — тральщики типів «Фугас» та «Володимир Полухин», сторожові кораблі, мінні загороджувачі, озброєні судна та інших. Такі гармати також встановлювалися стаціонарно у берегових батареях. Установка Б-24-ПЛ забезпечувалася прицілом ПЛ, а Б-24-БМ — прицілом ЛБ-13-1.

## Кораблі, озброєні 100-мм корабельною гарматою Б-24
| - Підводні човни типу «Декабрист» - Підводні човни типу «Крейсерська» - Підводні човни типу «Середня» - Підводні човни типу «Правда» - Підводні човни типу «Ленінець» - Тральщики типу «Фугас» |

## Зброя схожа за ТТХ та часом застосування
- 102-мм корабельна гармата QF 4 inch Mk I – III
- 102-мм корабельна гармата QF 4 inch Mk V
- 102-мм корабельна гармата BL 4-inch Mk IX
- 102-мм корабельна гармата Mk IV, XII, XXII
- 105-мм корабельна гармата SK L/35
- 105-мм корабельна гармата SK L/45
- Морська гармата 10,5 см SK C/32
- 105-мм корабельна гармата SK C/33
- 105-мм корабельна гармата SK L/45
- 100-мм корабельна гармата OTO Mod. 1924/1927/1928
- 102-мм корабельна гармата 102/35 Mod. 1914
- / 102 мм гармата Обухівського заводу
- 102-мм корабельна гармата (Б-2)
- 100-мм корабельна гармата (Б-34)
- 100-мм корабельна гармата 100 mm/45 Model 1930
- 105-мм корабельна гармата 4"/40
- 102-мм корабельна гармата Mark 4"/50